# 雅克·德·弗莱塞勒

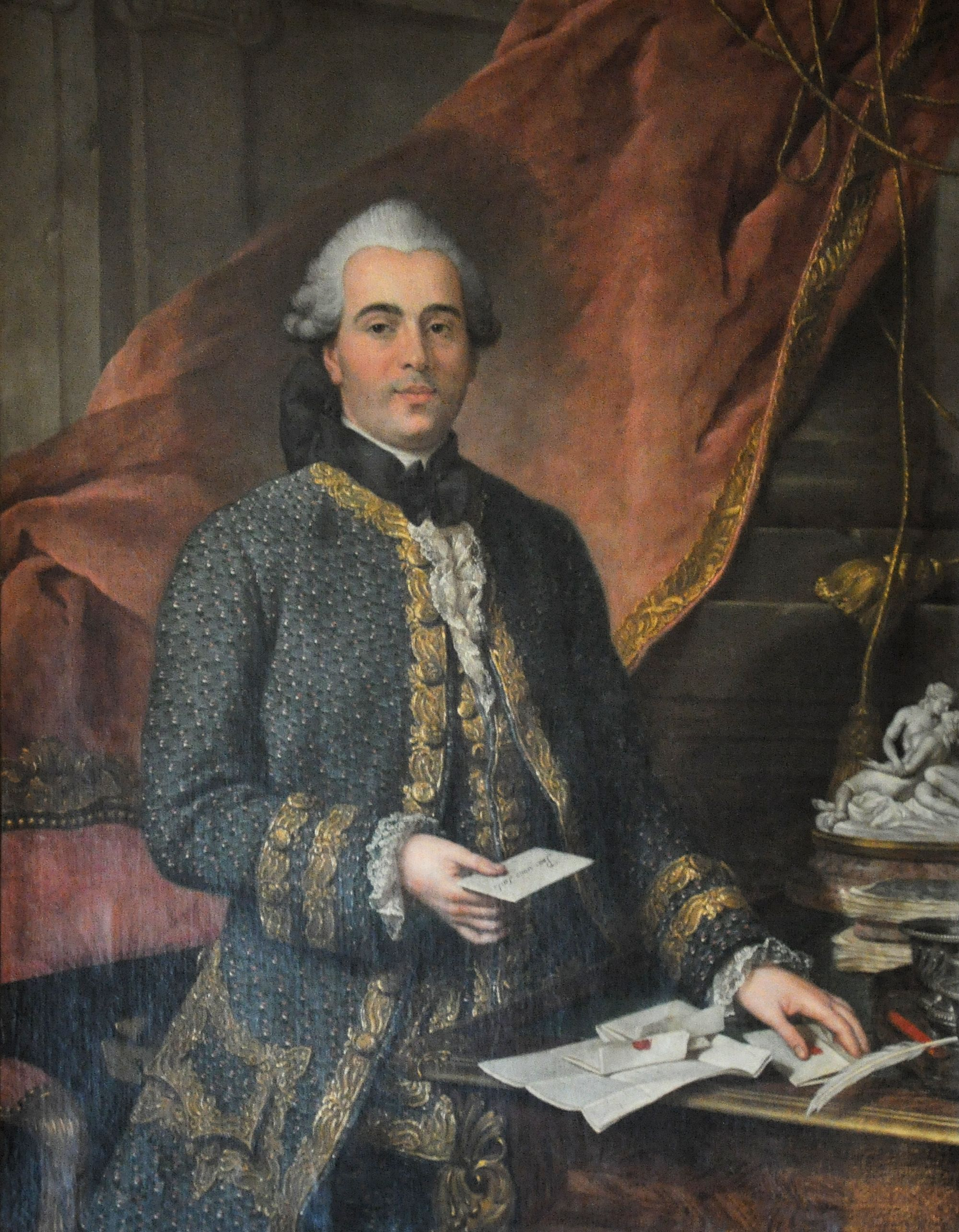
雅克·德·弗莱塞勒 (Musée Carnavalet)

雅克·德·弗莱塞勒（法語：Jacques de Flesselles，法語發音：[ʒak də flɛsɛl]，1721年—1789年7月14日），法国官员，法国大革命的最早牺牲者之一。

## 生平
在1768年至1784年的任期届满后，雅克从里昂被调职到巴黎商会任职，其职务级别相当于市长。在攻陷巴士底狱当天下午他被市民带到巴黎市政厅接受起诉，当他正打算辩护时被其中的一个民众开枪打死。当天有多个法国官员被处决。